# Дельфин (созвездие)
Дельфи́н (лат. Delphinus) — небольшое созвездие северного полушария неба, три самые яркие звезды имеют блеск 3,7, 3,8 и 4,0 звёздной величины. Наилучшие условия для наблюдений — в июне — сентябре везде, кроме приполярных областей Антарктиды. Видно на всей территории России. Похожее на воздушного змея созвездие, Дельфин расположен около летне-осеннего треугольника недалеко от Альтаира:114.

## Астеризм «Гроб Иова»
Астеризм «Гроб Иова» — небольшой ромбик из четырёх звёзд созвездия: α (Суалокин), β, δ и γ.

## История
Древнее созвездие. Включено в каталог звёздного неба Клавдия Птолемея «Альмагест».
Дельфин был культовым животным в Древней Греции, и этому созвездию приписывается множество прототипов. Наиболее распространённый — дельфин, который помог Посейдону склонить нереиду Амфитриту к замужеству.
Названия двух ярчайших звёзд созвездия — Суалокин и Ротанев — прочитанные наоборот («Николаус Венатор»), являются латинизированными формами имени и фамилии Никколо Каччаторе (итал. cacciatore = лат. venator = рус. охотник), ассистента включившего их в 1814 году в свой каталог астронома Джузеппе Пьяцци:72.

## Примечательные объекты
14 августа 2013 года (однако есть вероятность, что ещё в 1999 году) в созвездии вспыхнула Новая Дельфина 2013, став на какое-то время доступной наблюдениям невооружённым глазом. В созвездии находятся планетарная туманность NGC 6891 с видимой звёздной величиной 10,5, а также шаровые скопления NGC 6934 (9,75m) и NGC 7006 (11,5m). Расстояние до последнего довольно большое по астрономическим меркам — около 185 тысяч световых лет.
В созвездии Дельфина расположено 339 переменных звёзд, не считая Новой Дельфина 2013 года, из них три в максимуме блеска становились доступными наблюдениям невооружённым глазом. В частности, в 1967 году новая HR Дельфина достигала блеска 3.7m.